# 아빠스

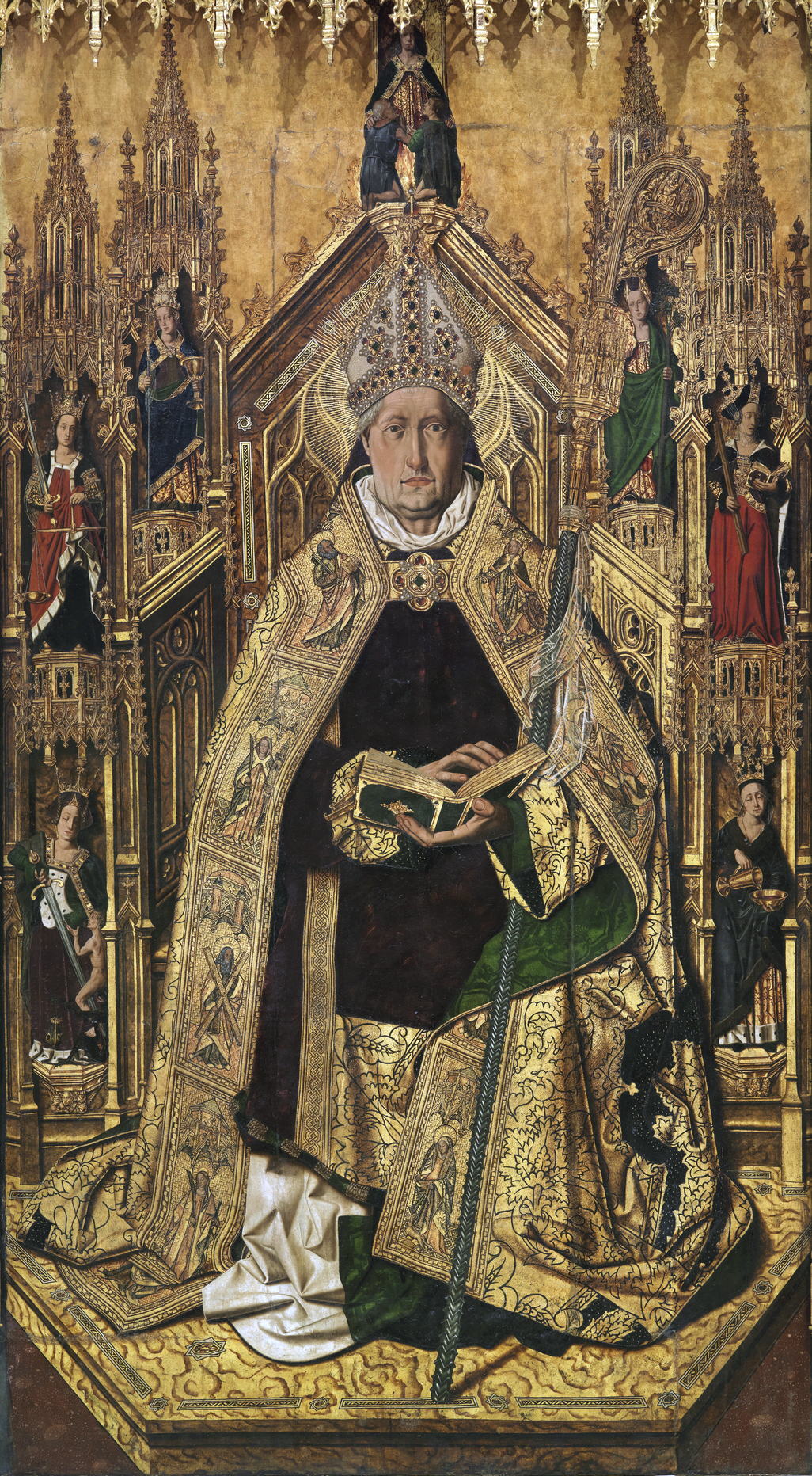
실로스의 성 도미니코 아빠스의 착좌 (15세기 스페인-플랑드르파 고딕)

아빠스(라틴어: Abbas)는 라틴어로 아버지를 뜻하며, 전통적으로 로마 가톨릭교회의 베네딕도 규칙서를 따르는 수도회들과 일부 특정 기독교 수도회들에서 속한 자립 수도원(교구급 자치수도원장과는 별개임)의 원장을 일컫는 명칭이다. 아빠스는 “아버지”라는 의미와 “원로”라는 의미를 지니고 있다. 이집트나 시리아 등에서는 “영적 아버지”, “영적 스승”, “사부”의 의미로 통용된다. 특히 은수자들의 스승을 일컫는 말로 사용되었다. 다른 말로는 대수도원장(大修道院長)이라고 부른다. 여성형은 아빠티사이다.
2013년 5월 7일 성 베네딕도회 왜관수도원의 박현동 블라시오 신부가 제5대 대수도원 아빠스로 선출되었다.
2019년 2월 14일부로 올리베따노 연합회 소속 고성 성베르나르도 똘로메이 수도원이 이탈리아 몬떼 올리베또 수도원의 디에고 로사 총아빠스에 의해 아빠스좌 수도원으로 승격되었고, 2월 27일 유덕현 야고보 신부가 고성 수도원의 초대 아빠스로 선출되었다. 현재 한국에서는 두 명의 현직 아빠스와 한 명(이덕근 마르띠노 아빠스)의 퇴임 아빠스가 있다.  

## 같이 보기
- 아베 피에르
- 주지